# Krčevine (Vitez)
Pour les articles homonymes, voir Krčevine.
Krčevine (en cyrillique : Крчевине) est un village de Bosnie-Herzégovine. Il est situé dans la municipalité de Vitez, dans le canton de Bosnie centrale et dans la fédération de Bosnie-et-Herzégovine. Selon les premiers résultats du recensement bosnien de 2013, il compte 924 habitants.

## Géographie
Le village est situé au nord de Vitez.

## Démographie

### Évolution historique de la population dans la localité
| 1948 | 1953 | 1961 | 1971 | 1981 | 1991 | 2013 |
| ---- | ---- | ---- | ---- | ---- | ---- | ---- |
| -    | -    | 436  | 601  | 641  | 705  | 924  |

|  |

### Communauté locale
En 1991, la communauté locale de Krčevine comptait 931 habitants, répartis de la manière suivante :